# Wide Extended Graphics Array

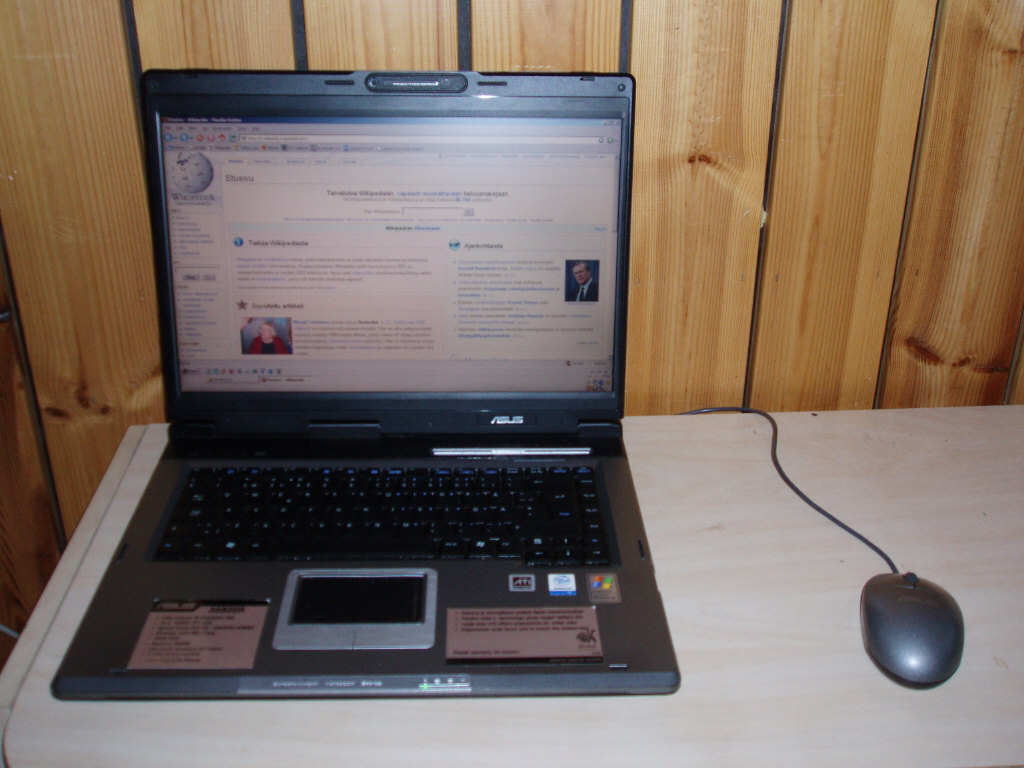

Le WXGA ou Wide Extended Graphics Array est une norme d'affichage dont la définition est de 1 366×768 pixels, soit 1 049 088 pixels.
Dans le cadre des moniteurs, la proportion de l'écran est de 16:9 (rapport de la largeur à la hauteur de l'image) ; c'est-à-dire que la largeur est environ 1,8 fois plus grande que la hauteur car 16⁄9 = 1 7⁄9 ≈ 1,8.
De nos jours, beaucoup de téléviseur LCD HD Ready utilisent cette définition.
WXGA est aussi utilisé pour le format 16/10 dans ce cas, la définition est de 1280×800 pixels soit 1 024 000 pixels. De nombreux(es) PC / tablettes utilisent cette résolution actuellement.

## Table de comparaison
| Format d’affichage vidéo | Définition  | Définition  | Pixels (en millions) | Ratio largeur/hauteur | Pourcentage de différence en pixels | Pourcentage de différence en pixels | Pourcentage de différence en pixels | Pourcentage de différence en pixels | Pourcentage de différence en pixels | Pourcentage de différence en pixels | Pourcentage de différence en pixels | Pourcentage de différence en pixels | Pourcentage de différence en pixels | Format écran large | Dimension typique de l’écran |
| Format d’affichage vidéo | X (largeur) | Y (hauteur) | Pixels (en millions) | Ratio largeur/hauteur | QVGA                                | VGA                                 | SVGA                                | XGA                                 | XGA+                                | SXGA                                | SXGA+                               | UXGA                                | QXGA                                | Format écran large | Dimension typique de l’écran |
| ------------------------ | ----------- | ----------- | -------------------- | --------------------- | ----------------------------------- | ----------------------------------- | ----------------------------------- | ----------------------------------- | ----------------------------------- | ----------------------------------- | ----------------------------------- | ----------------------------------- | ----------------------------------- | ------------------ | ---------------------------- |
| QVGA                     | 320         | 240         | 0,08                 | 1,33                  | 0%                                  | -75 %                               | -84 %                               | -90 %                               | -92 %                               | -94 %                               | -95 %                               | -96 %                               | -98 %                               |                    | 2,8″/ 7,11 cm                |
| VGA                      | 640         | 480         | 0,31                 | 1,33                  | 300 %                               | 0%                                  | -36 %                               | -61 %                               | -69 %                               | -77 %                               | -79 %                               | -84 %                               | -90 %                               | WVGA               |                              |
| SVGA                     | 800         | 600         | 0,48                 | 1,33                  | 525 %                               | 56 %                                | 0 %                                 | -39 %                               | -52 %                               | -63 %                               | -67 %                               | -75 %                               | -85 %                               |                    |                              |
| XGA                      | 1024        | 768         | 0,79                 | 1,33                  | 914 %                               | 156 %                               | 64 %                                | 0 %                                 | -21 %                               | -40 %                               | -47 %                               | -59 %                               | -75 %                               | WXGA               | 15″/ 38 cm                   |
| XGA+                     | 1152        | 864         | 1,00                 | 1,33                  | 1196 %                              | 224 %                               | 107 %                               | 27 %                                | 0 %                                 | -24 %                               | -32 %                               | -48 %                               | -68 %                               | WXGA+              | 17″/ 43 cm                   |
| SXGA                     | 1280        | 1024        | 1,31                 | 1,25                  | 1607 %                              | 327 %                               | 173 %                               | 67 %                                | 32 %                                | 0 %                                 | -11 %                               | -32 %                               | -58 %                               | WSXGA              | 17-19″/ 43-48 cm             |
| SXGA+                    | 1400        | 1050        | 1,47                 | 1,33                  | 1814 %                              | 379 %                               | 206 %                               | 87 %                                | 48 %                                | 12 %                                | 0 %                                 | -23 %                               | -53 %                               | WSXGA+             |                              |
| UXGA                     | 1600        | 1200        | 1,92                 | 1,33                  | 2400 %                              | 525 %                               | 300 %                               | 144 %                               | 93 %                                | 46 %                                | 31 %                                | 0 %                                 | -39 %                               | WUXGA              | 20″/ 51 cm                   |
| QXGA                     | 2048        | 1536        | 3,15                 | 1,33                  | 3996 %                              | 924 %                               | 555 %                               | 300 %                               | 216 %                               | 140 %                               | 114 %                               | 64 %                                | 0 %                                 | WQXGA              | 30″/ 76 cm                   |